# Helderberg Nature Reserve
Das Helderberg Nature Reserve ist ein privates Naturschutzgebiet am Helderberg nahe Somerset West in Südafrika. Im Jahr 1964 auf dem Gebiet einer Farm gegründet, beherbergt das Schutzgebiet den lokal typischen Fynbos mit zahlreichen Tier- und Pflanzenarten, darunter allein 613 Arten von Gefäßpflanzen. Es wird offiziellerseits von CapeNature verwaltet und durch eine Non-Profit-Organisation, den „Freunden des Naturschutzgebietes Helderberg“ betreut.

## Bilder

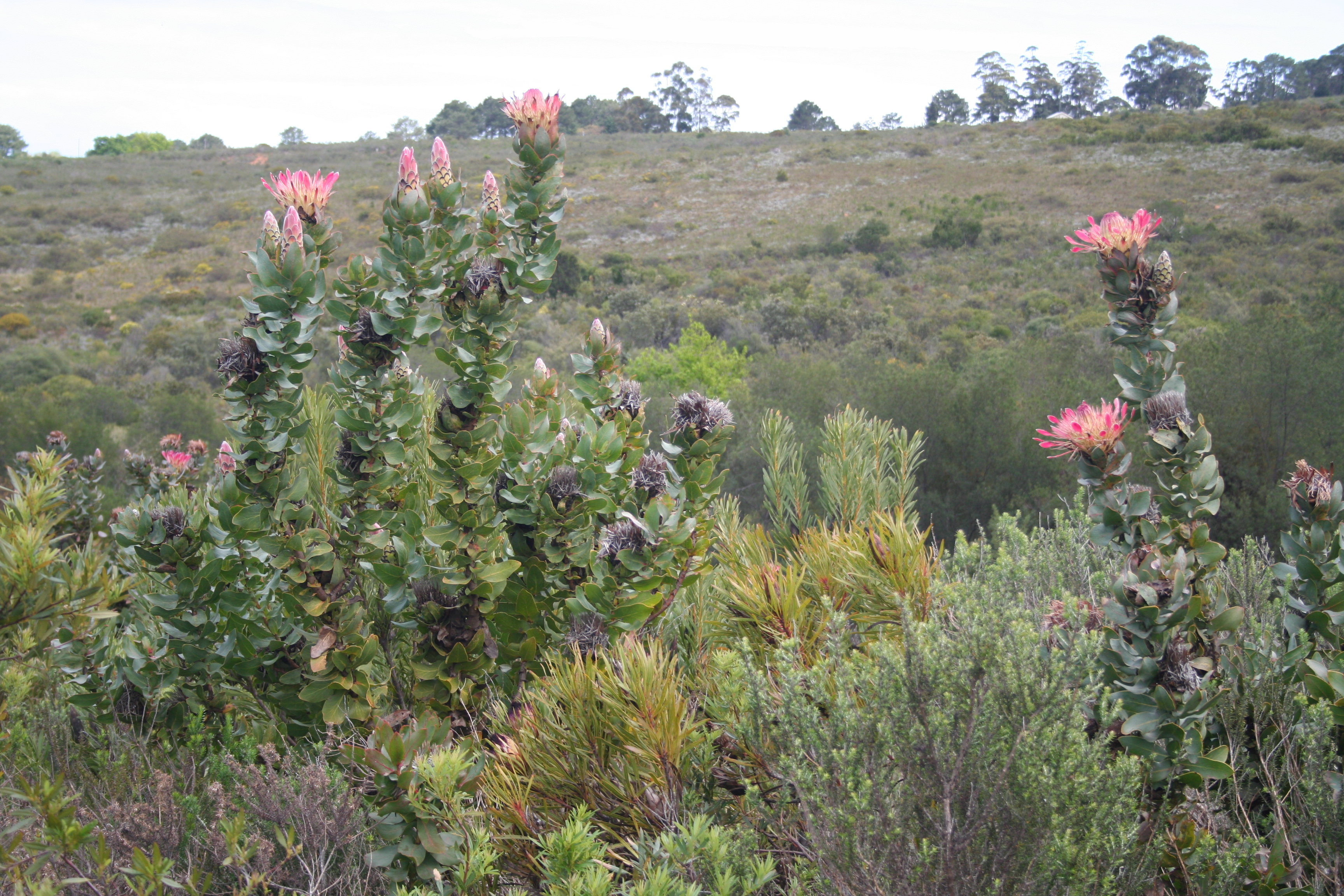
Fynbos mit Protea eximia
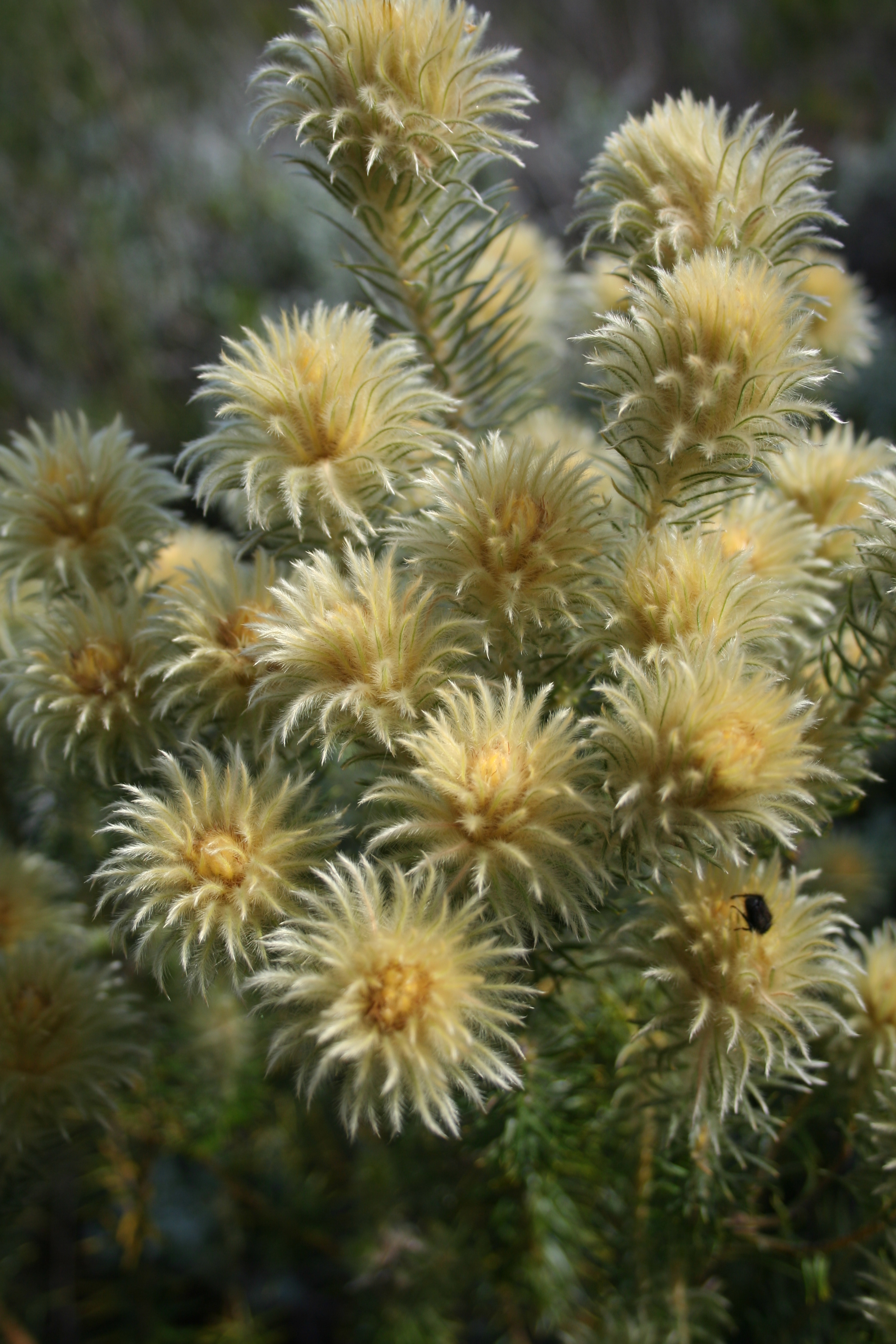
Phylica rubescens (Rhamnaceae)
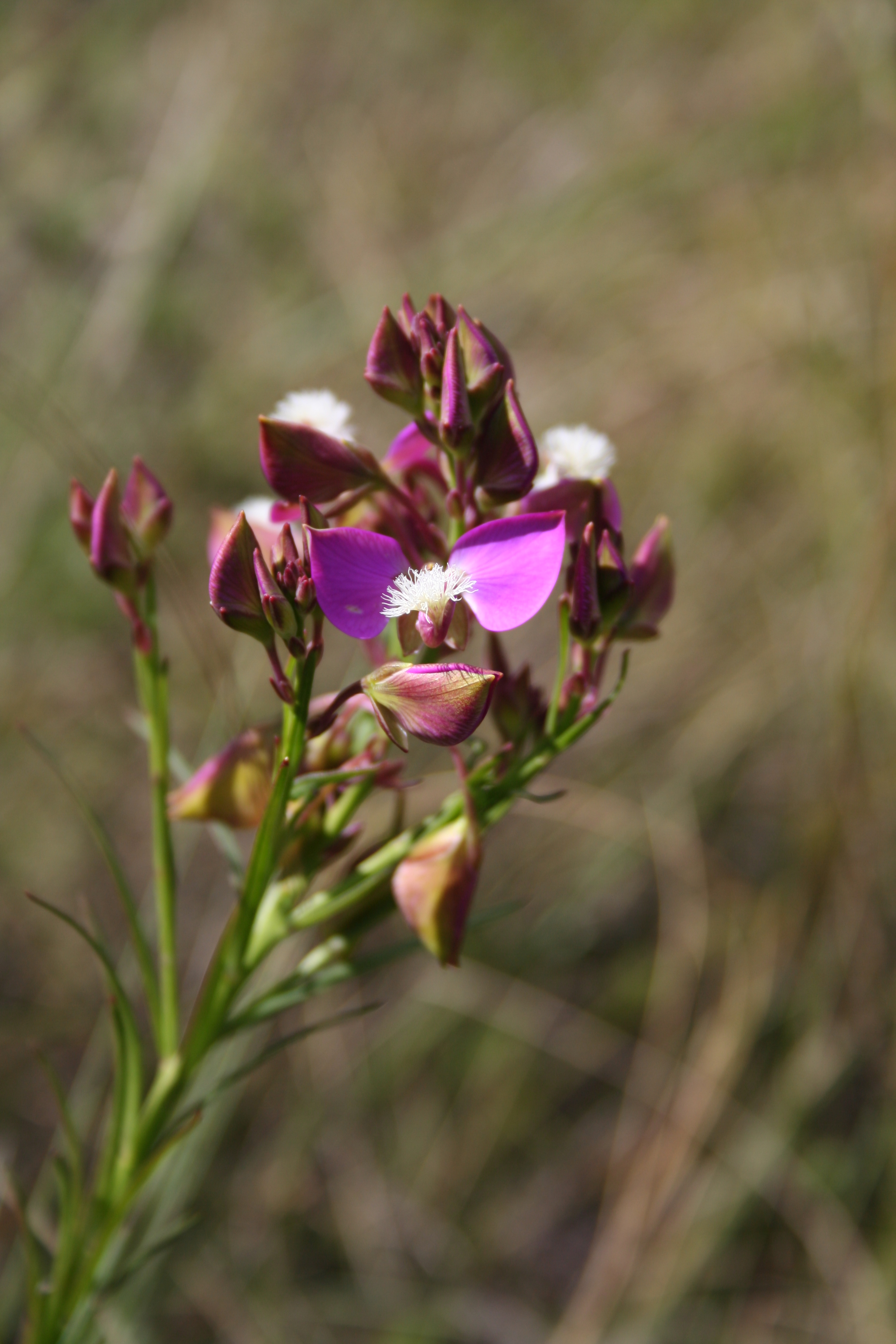
Polygala myrtiolam